# Надбелля
Надбелля (рос. Надбелье) — присілок у Лузькому районі Ленінградської області Російської Федерації.
Населення становить 54 особи. Належить до муніципального утворення Ям-Тьосовське сільське поселення.

## Історія
Згідно із законом від 28 вересня 2004 року № 65-оз належить до муніципального утворення Ям-Тьосовське сільське поселення.

## Населення
| 1838 | 1862 | 1965 | 1997 | 2007 | 2010 |
| ---- | ---- | ---- | ---- | ---- | ---- |
| 184  | ↘22  | ↗245 | ↘83  | ↘69  | ↘54  |